# Kilbirnie Auld Kirk

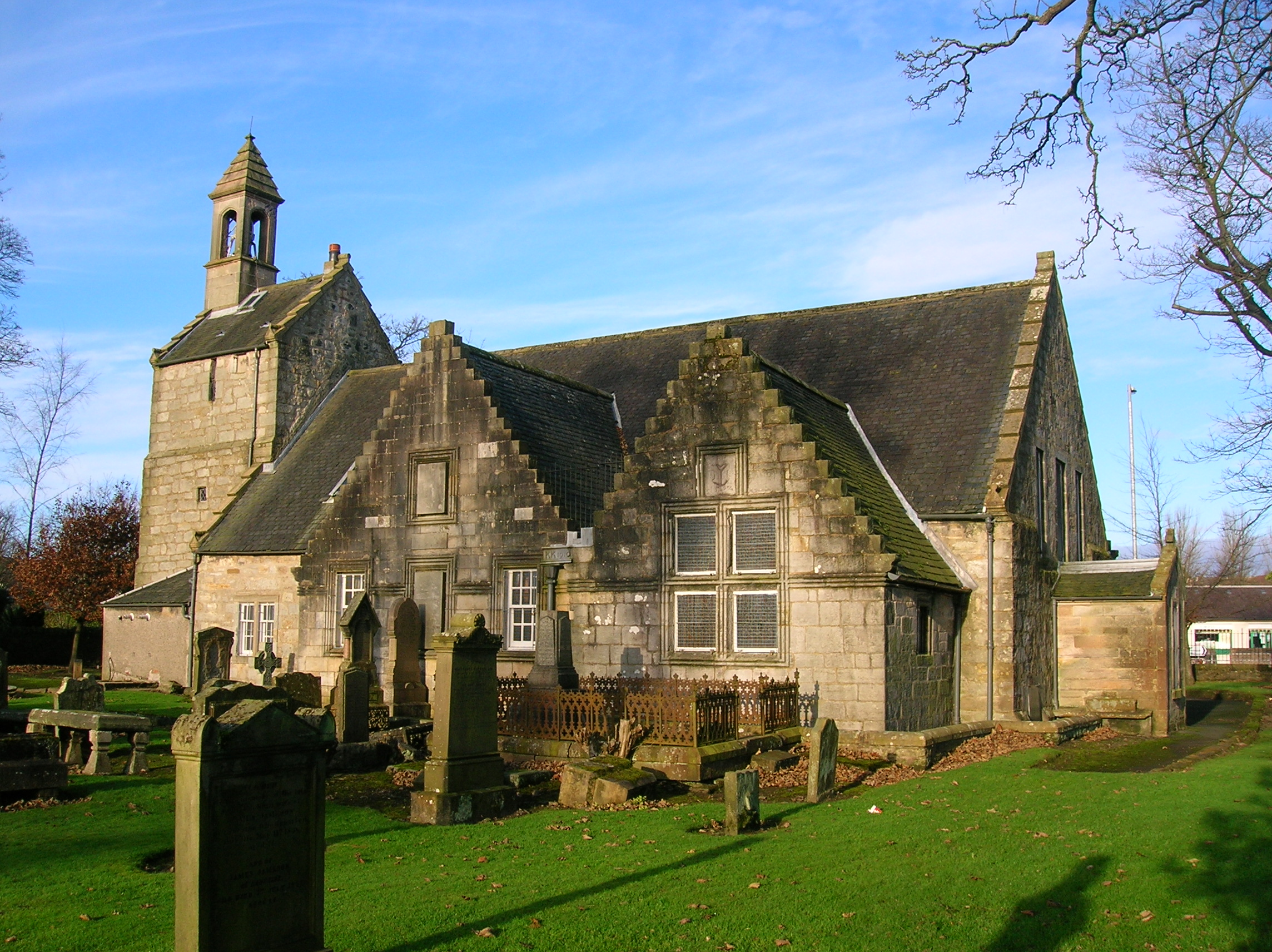
Kilbirnie Auld Kirk

Die Kilbirnie Auld Kirk ist ein Kirchengebäude der presbyterianischen Church of Scotland in der schottischen Stadt Kilbirnie in der Council Area North Ayrshire. 1980 wurde das Bauwerk in die schottischen Denkmallisten in der höchsten Denkmalkategorie A aufgenommen. Sie ist dem Heiligen Brendan geweiht.

## Geschichte
Die Geschichte von christlichen Sakralbauten an diesem Standort kann bis in das 6. Jahrhundert zurückverfolgt werden. In diesem Zeitraum errichtete der irische Missionar Brendan dort eine Kapelle. Die Baugeschichte des heutigen Kirchengebäudes ist komplex und zieht sich durch fünf Jahrhunderte. Sie beginnt mit dem Bau einer länglichen Kapelle im Jahre 1470. Bereits zwanzig Jahre später wurde ein Glockenturm ergänzt. Zwei weitere Bauphasen werden auf die Jahre 1597 und 1642 datiert. Weitere Details wurden wahrscheinlich im 18. Jahrhundert hinzugefügt. Nach einer umfassenden Restaurierung Mitte der 1850er Jahre wurde zwischen 1903 und 1905 der Bau eines neuen Querhauses vorgenommen. Als Architekt zeichnet Charles Johnson aus Edinburgh für den Entwurf verantwortlich.

## Beschreibung
Das Bauwerk befindet sich an der Kreuzung zwischen Dalry Road und Kirkland Road im Süden von Kilbirnie. Das Mauerwerk des 1470 entstandenen Langhauses besteht aus grob zu Quadern behauenem Feldstein, der zu einem Schichtenmauerwerk verarbeitet wurde. Der zweistöckige Glockenturm schließt mit einem Satteldach ab. Giebelständig sitzt die Glocke in einem kleinen, käfigförmigen Aufbau mit Pyramidendach aus der Mitte des 18. Jahrhunderts auf. Die Querhäuser sind mit Staffelgiebeln gearbeitet. Der 1642 hinzugefügte Gebäudeteil ist mit drei Lanzettfenstern ausgestattet. An der Ostseite tritt ein runder Treppenturm mit Eingangsportal hervor. Die Dächer sind mit Schiefer eingedeckt.